# Iglesia de San Carlo alle Quattro Fontane

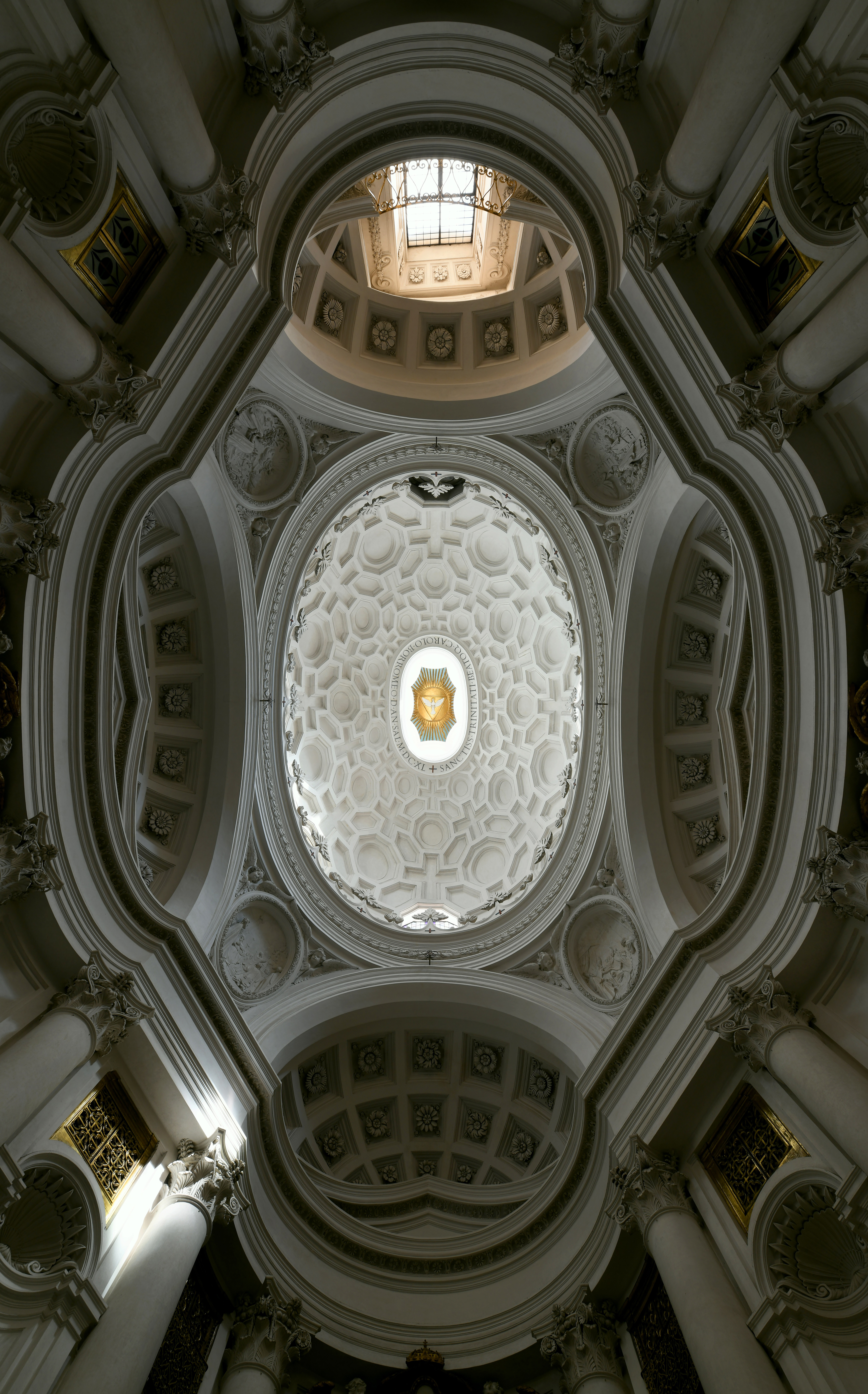
La cúpula.

San Carlo alle Quattro Fontane (también llamada San Carlino por sus pequeñas dimensiones; en español su traducción sería: San Carlos de las cuatro fuentes). Es una iglesia construida entre 1638 y 1641 en la ciudad de Roma. Diseñada por Francesco Borromini (1599-1667), es una de las piezas maestras de la arquitectura barroca.
Forma parte de un conjunto de edificios monásticos instalados sobre el Monte Quirinal, fue un encargo de la Orden de los Trinitarios Descalzos, dedicados a la liberación de esclavos cristianos, en la vía Quattro Fontane en 1634. Está consagrada a Carlo Borromeo y fue encargada bajo el patronazgo del Cardenal Francesco Barberini, quien vivía en un palacio cercano.

## Historia
La iglesia, el claustro y el monasterio fueron construidos entre 1634 y 1644 por Francesco Borromini, sobrino de Carlo Maderno. Este arquitecto suizo, que llegó a Roma en torno a 1620 desde el Cantón de Ticino, había colaborado anteriormente en el Baldaquino de San Pedro y en el cercano Palacio Barberini. Los Trinitarios le encargaron un nuevo convento e iglesia, donde había ya una pequeña capilla. El claustro, primera parte diseñada en el conjunto, fue proyectado por Borromini en 1635, pero se terminó en 1644, mientras que en el mismo año se terminó la fachada del Instituto sobre la actual Via del Quirinale (entonces llamada Strada Pia), la iglesia (que se comenzó en 1638) y un primer campanario adyacente de planta cuadrada.
La fachada de la iglesia fue diseñada y construida mucho más tarde, a partir de 1664. Después de la muerte del arquitecto en 1667, el trabajo fue continuado desde 1670 a 1680 por su sobrino Bernardo Borromini a partir de los dibujos del maestro. El campanario fue demolido para la prolongación del cuerpo convexo de la iglesia hacia la esquina de las Quattro Fontane, y se construyó uno nuevo en 1670. La decoración de la fachada se prolongó durante una década, hasta la instalación de la estatua de San Carlo en el nicho principal en 1680.
Hoy tenemos muchos planos alternativos de la iglesia, que Borromini había pensado para encontrar una solución que se ajustase a dos necesidades importantes: el costo más bajo posible, ya que los hermanos no tenían mucho dinero, y el uso eficiente del espacio disponible. Gracias al genio del arquitecto, que supo combinar estas cualidades en un resultado elegante e innovador, se puede decir que la iglesia y todo el conjunto son los más grandes exponentes de la arquitectura barroca. La iglesia y el conjunto conventual se caracterizan por su tamaño sorprendentemente pequeño y la simplicidad de los materiales, en conformidad con la regla y la espiritualidad de los hermanos de origen español de la Orden de los Trinitarios, que se habían establecido en Roma hacía poco (en 1609, dirigidos por el Padre Gabriel de la Asunción), sino también con las convicciones de Borromini que prefería a los materiales de alta calidad materiales más humildes como el yeso y estuco, para ser mejorados mediante la técnica.

## Arquitectura
San Carlino, dedicada a San Carlos Borromeo, se considera una obra maestra del Barroco. Esta obra debía constar como residencia para monjes con dormitorios, biblioteca y refectorio. Monasterio, claustro e iglesia fueron ubicados en un reducido y atenazado espacio irregular. Una de las esquinas estaba achaflanada debido a la existencia de una fuente que, juntos con otras tres en las restantes esquinas dieron nombre a esta obra arquitectónica. Con su ingeniosa solución inició la disgregación del código clásico. Aunque hubo de esperar para elevar la fachada del convento (1660-1665) y la del templo (1667-1668), Borromini creó en San Carlino un conjunto de enorme complejidad espacial al tiempo que de gran coherencia y funcionalidad arquitectónicas.

San Carlo alle Quattro Fontane Rome Italy

San Carlo une su primera obra -la iglesia y el claustro- con la última -la fachada-. La primera significaba su estreno y la última la culminación de su estilo. Borromini dividió la fachada en dos pisos y, para dar un carácter unitario al conjunto, en ambos combinó columnas normales y de orden gigante. El resto de elementos que conformaban la fachada parecen empeñados en romper esta unidad potenciando ritmos ondulantes y ascendentes que confieren un inusitado dinamismo al conjunto.
En este edificio se desarrolla la faceta más matemática del Barroco y se enfrentó a la escasez de recursos económicos centrándose más en el diseño que en los materiales empleados; el interior de la iglesia no tiene tanta riqueza decorativa como era habitual en la época. La fachada dispone de una portada ondulada de dos cuerpos y tres calles, cóncavas a los lados y convexa en el centro que, en la planta superior, vuelve a ser cóncava al contener el edículo convexo, abierto por un ventanal, sobre el que dos ángeles sostienen un gran medallón.
Los capiteles se inspiran en el estilo compuesto pero inclinan sus volutas hacia fuera en vez de hacia dentro.
Este conjunto fue terminado una vez había fallecido Borromini, esto determinó que la fachada no se ajustase a los deseos del autor, tanto por lo que respecta a su excesiva altura, como a su relación de la cúpula.

## Obras importantes
En la iglesia de San Carlino se conservan tres cuadros, de los cuales uno es de mediados del siglo XVII y dos de la primera mitad del siglo XIX.
- Éxtasis de San Miguel de los Santos, sobre altar lateral derecho, obra de Amalia de Angelis de 1847. Representa al religioso trinitario español san Miguel de los Santos donando su corazón al Sagrado Corazón de Jesús.
- Éxtasis de San Juan Bautista de la Concepción, sobre el altar lateral izquierdo, obra de Prospero Mallerini de 1819, donde representa al Reformador de los trinitarios elevándose en contemplación de un Crucifijo.
- San Carlos Borromeo y los fundadores de la Orden adorando a la Trinidad, obra del pintor francés Pierre Mignard de mediados del siglo XVII.

Bajo el altar de la capilla lateral izquierda se conservan las reliquias de la beata Isabel Canori Mora, madre de familia y laica trinitaria beatificada por el papa Juan Pablo II en 24 de abril de 1996.